# Castianeira carvalhoi
Castianeira carvalhoi là một loài nhện trong họ Corinnidae.
Loài này thuộc chi Castianeira. Castianeira carvalhoi được Cândido Firmino de Mello-Leitão miêu tả năm 1947.